# Desmiphorini
Desmiphorini — триба жесткокрылых в подсемействе Ламиины семейства усачей, которая насчитывает около 100 родов, распространенных на всех континентах, кроме Антарктиды. Триба была впервые описана в 1860 году энтомологом Джеймсом Томпсоном.

## Описание
Усачи небольшого и среднего размера. Голова с коротким лбом и очень узкими щеками. Челюсти неравные. Глаза сравнительно крупные, из довольно небольшого числа омматидиев. Усики нитевидные, состоят из 11 члеников, часто густобахромчатые, обычно по длине уступают телу. Переднеспинка бугорчатая по бокам; переднегрудка узкая. Надкрылья почти параллельные. Ноги короткие, бёдра булавовидные, лапки широкие, последний членик их глубоко рассечённый.

## Систематика

### Синонимы
- Ancitini
- Apodasyini Lacordaire, 1872
- Estolini Lacordaire, 1872
- Psenocerini LeConte, 1873
- Apodasyides Lacordaire, 1872
- Ectatosiides Lacordaire, 1872
- Epicastides Lacordaire, 1872
- Essisini Aurivillius, 1917
- Estolides Lacordaire, 1872
- Hoplosiae LeConte & Horn, 1883

### Роды
В составе трибы:
- Anaesthetis Mulsant, 1839
- Ancita Thomson, 1864
- Desmiphora Audinet-Serville, 1835
- Euestola Breuning, 1943
- Eupogonius LeConte, 1852
- Mimalblymoroides Breuning, 1971
- Oplosia Mulsant, 1863
- Stenidea Mulsant, 1842
- Sybrinus Gahan, 1900
- Tetrorea White, 1846
- Zotalemimon Pic, 1925 (Zotalemimon legalovi White, 1846)